# BAE BAE
「BAE BAE」（ベベ）は、BIGBANGの楽曲。
韓国語版は「LOSER」とともに2015年5月1日発売の韓国4thシングル「MADE SERIES：M」に初収録された。
日本語版は2016年2月3日発売の日本暫定版5thアルバム『MADE SERIES』に初収録され、2017年2月15日発売の日本完全版5thアルバム『MADE』にも収録された。
Mnet Asian Music Awards2015・最優秀ミュージック・ビデオ賞受賞曲。

## 概要
BIGBANGの3年振りカムバックプロジェクト「MADE」が2015年4月より始動。その一環として5月から毎月、新曲2曲ずつを収録したシングル「M」「A」「D」「E」を発売。その第一弾として、2015年5月1日に発売されたシングル「MADE SERIES : M」に「BAE BAE」とともに収録されたのが本曲である。
日本では、2016年2月3日発売の暫定版5thアルバム「MADE SERIES」に、本曲が初収録された。表記は「BAE BAE -KR  Ver.-」だが、この楽曲の日本語バージョンは製作されていない

## 評価
Mnet Asian Music Awards2015・最優秀ミュージック・ビデオ賞受賞。

## 収録アルバム
| 曲名              | 収録アルバム      | 備考                                   |
| ----------------- | ----------------- | -------------------------------------- |
| BAE BAE -KR Ver.- | MADE SERIES       | BIGBANGの日本5thフルアルバム（暫定版） |
| BAE BAE -KR Ver.- | MADE              | BIGBANGの日本5thフルアルバム（完全版） |
| BAE BAE -KR Ver.- | MADE -KR EDITION- | BIGBANGの韓国3rdフルアルバム           |